# Родословная семьи
«Родословная семьи» (англ. Who Do You Think You Are?) — британская документальная телепередача, участники которой занимаются исследованием родословной своей семьи. Герой каждой серии, отталкиваясь от известных ему фактов о жизни собственных родителей, начинает расследование и проверку информации, таким образом, «рисуя» своё генеалогическое древо. Телешоу собирает у экранов около 6 миллионов зрителей при каждом выпуске и имеет уже около 10 телеадаптаций.

## Участники
| Америка - 1-й сезон (2010) 1. Сара Джессика Паркер 2. Эммитт Смит (Emmitt Smith) 3. Лиза Кудроу 4. Мэттью Бродерик 5. Брук Шилдс 6. Сьюзан Сарандон 7. Спайк Ли - 2-й сезон (2011) 1. Ванесса Уильямс 2. Тим Макгро 3. Рози О’Доннелл 4. Ким Кэттролл 5. Лайонел Ричи 6. Стив Бушеми 7. Гвинет Пэлтроу 8. Эшли Джадд - 3-й сезон (2012) 1. Мартин Шин 2. Мариса Томеи 3. Блэр Андервуд 4. Риба Макинтайр 5. Джером Беттис (Jerome Bettis) 6. Хелен Хант 7. Рита Уилсон 8. Эди Фалко 9. Роб Лоу 10. Рашида Джонс 11. Джейсон Судейкис 12. Паула Дин - 4-й сезон (2013) 1. Келли Кларксон 2. Кристина Эпплгейт 3. Челси Хэндлер 4. Зоуи Дешанель 5. Крис О'Доннелл |  | Великобритания - Джереми Кларксон - Шейла Хэнкок - Стивен Фрай - Джейн Хоррокс - Гуриндер Чадха - Колин Джексон - Дэвид Теннант - Джереми Айронс - Джон Хёрт - Грэм Нортон - Мэтью Пинсент - Пэтси Кенсит - Борис Джонсон - Руперт Пенри-Джонс - Трейси Эмин - Мартин Шоу |  | Ирландия - Дана Розмери Скэллон - Линда Мартин - Фионнула Флэнаган |  | Австралия - Кэти Фримен - Мелисса Джордж |  | Канада - Миша Брюггергосман |

## Награды и номинации
В 2010 году телешоу было номинировано BAFTA Television Award в категории "лучший документальный телесериал".